# Kosuke Yamazaki
Kosuke Yamazaki (født 30. december 1995) er en japansk fodboldspiller, som spiller for den japanske fodboldklub Ehime FC.